# Tungkal Utara
Tungkal Utara is een bestuurslaag in het regentschap Pariaman van de provincie West-Sumatra, Indonesië. Tungkal Utara telt 734 inwoners (volkstelling 2010).